# Ordine di Isabella la Cattolica
L'ordine di Isabella la Cattolica è un'onorificenza spagnola.

## Storia
L'ordine venne istituito da re Ferdinando VII il 14 marzo 1815 con il nome di Reale ed americano ordine di Isabella la Cattolica (Real y Americana Orden de Isabel la Católica), allo scopo di "premiare la fedeltà alla Spagna ed il merito di cittadini spagnoli e stranieri per il bene della nazione, ed, in particolare, in quelli eccezionali servizi resi per la prosperità dei territori americani e d'oltremare". L'ordine è stato riformato con un regio decreto il 26 luglio 1847 ed ha assunto il nome di Reale ordine di Isabella la Cattolica.
L'ordine di Isabella la Cattolica può anche essere conferito a persone giuridiche, in tal caso viene concessa la placca d'onore.
L'ultimo regolamento dell'ordine è stato emanato del 1998. La sua funzione attuale è "premiare cittadini spagnoli e stranieri che, con comportamento straordinario di carattere civile, rendono beneficio alla nazione o contribuiscono in maniera rilevante a favore delle relazioni di amicizia e di cooperazione fra la Spagna ed il resto della comunità internazionale".
Attualmente l'ordine dipende dal ministero degli affari esteri. Il gran maestro dell'ordine è il Re Filippo VI di Spagna. Il gran cancelliere è il ministro per gli affari esteri. Tutti i titoli e le decorazioni devono essere approvate da entrambi.
Dal grado di cavaliere in su, l'Ordine concede nobiltà personale non trasmissibile (a meno che per 3 generazioni consecutive il primogenito maschio non venga insignito dell'Ordine allora in questo caso la nobiltà diventa definitiva) e si ha il privilegio di aggiungere un mantello araldico dorato dell'Ordine di Isabella la Cattolica sul proprio stemma personale.

## Classi
L'ordine è suddiviso nelle seguenti classi di benemerenza:
- Collare (dal 1927): 25 membri
- Gran croce: 500 membri
- Commendatore di Numero (dal 1847): 800 membri
- Commendatore
- Croce di Ufficiale (dal 1931)
- Croce
- Croce d'Argento (dal 1903)
- Medaglia d'Argento (dal 1907)
- Medaglia di Bronzo (dal 1907)

| Nastri                 |                    |                 |
| Medaglia di Bronzo     | Medaglia d'Argento | Croce d'Argento |
| Croce                  | Croce di Ufficiale | Commendatore    |
| Commendatore di Numero | Gran Croce         | Collare         |

## Insegne

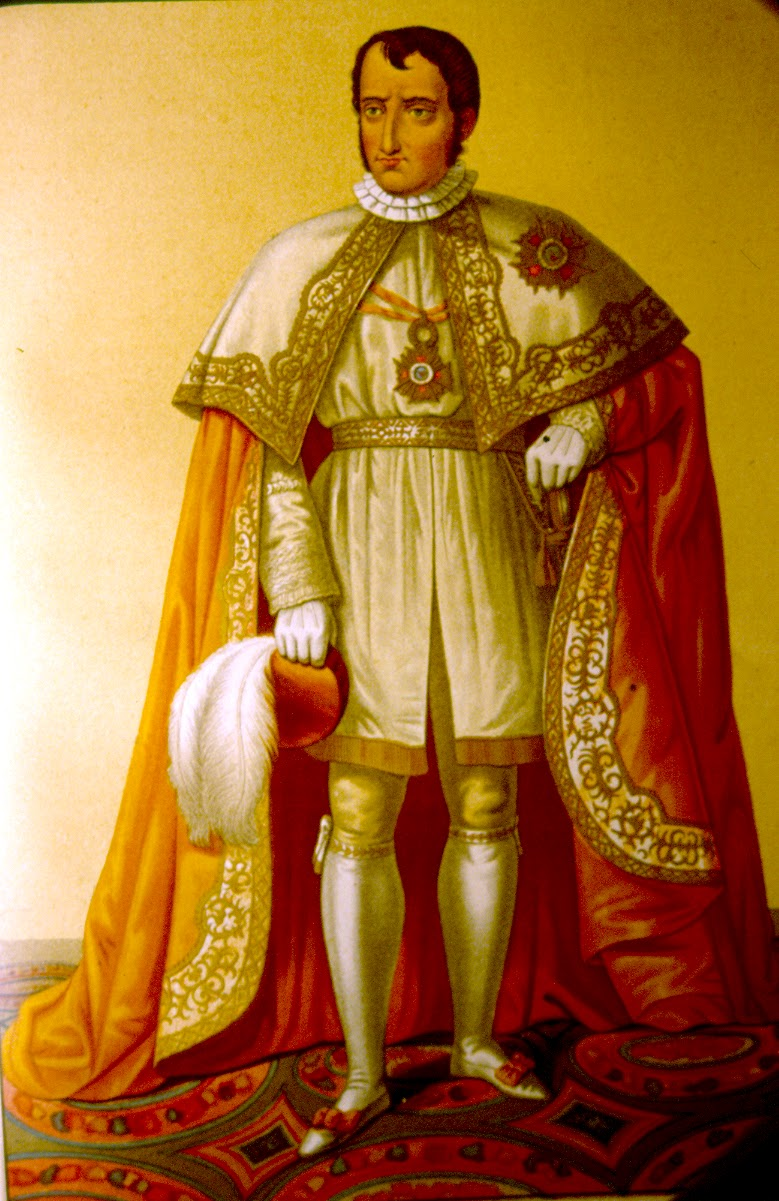
Dipinto di Re Ferdinando VII di Spagna con le vesti dell'Ordine

- Il nastro è bianco con due strisce gialle.

Medaglia di Bronzo
Medaglia di Bronzo (donna)
Medaglia d'Argento
Medaglia d'Argento (donna)
Croce d'Argento
Croce d'Argento (donna)
Croce
Croce (donna)
Croce di Ufficiale
Croce di Ufficiale (donna)
Commendatore
Commendatore (donna)
Commendatore di Numero
Gran Croce
Collare (croce)
Collare

## Insigniti notabili
Ecco l'elenco di alcune personalità di rilievo che hanno ricevuto tale onorificenza. Ove presente, tra parentesi è riportato anche l'anno di conferimento:
- Alicia Alonso
- Encarnación López Júlvez (La Argentinita)
- Pròsper de Bofarull i Mascaró (1838)
- Marco Lemmi (1872)
- Fernando Botero
- Gustavo Cisneros
- Cayetana Fitz-James Stuart, duchessa d'Alba di Tormes
- Francesco Piccioli (1880)
- Ferenc Gyurcsány
- Giorgio Perlasca
- Les Luthiers
- Dulce María Loynaz
- Saddam Hussein
- Fredrik Pacius (1882)
- Evita Perón
- Juan Soriano
- Chavela Vargas
- Nazareno Patrizi
- Giovanni Marinelli
- Amparo Iturbi (1958)
- Lola Flores (1962)
- Manolo Caracol (1969)
- Delphine Zanga Tsogo
- Emilio Arrieta
- Arturo Uslar Pietri
- Traian Băsescu
- Vittorio Messori (2000)
- Hugo Banzer Suárez (2000)
- Carlos Fuentes (2008)
- Mario Molina (2008)
- Luis Fortuño (2009)
- Anne Hidalgo
- Faysal bin al-Husayn e la ex moglie Alia
- Rita Levi Montalcini
- Giulio Andreotti
- Otto Abetz
- Cristina Fernández de Kirchner (2009)
- Pier Ferdinando Casini
- Giorgio Napolitano
- Jorge Rafael Videla
- Dilma Rousseff (2012)
- Carlos Juan Fitz-James Stuart (2016)
- Andrea, duca di York (2017)
- Henry, duca di Sussex (2017)
- Iván Duque Márquez (2021)
- Sergio Mattarella (2021)
- Laura Mattarella (2021)
- Luigi Di Maio (2021)
- Antonio Tajani (2024)
- Giorgia Meloni (2024)
- Maria Tripodi (2024)